# کلیسای جامع قدیمی برشیا

نمای خارجی کلیسای جامع برشیا

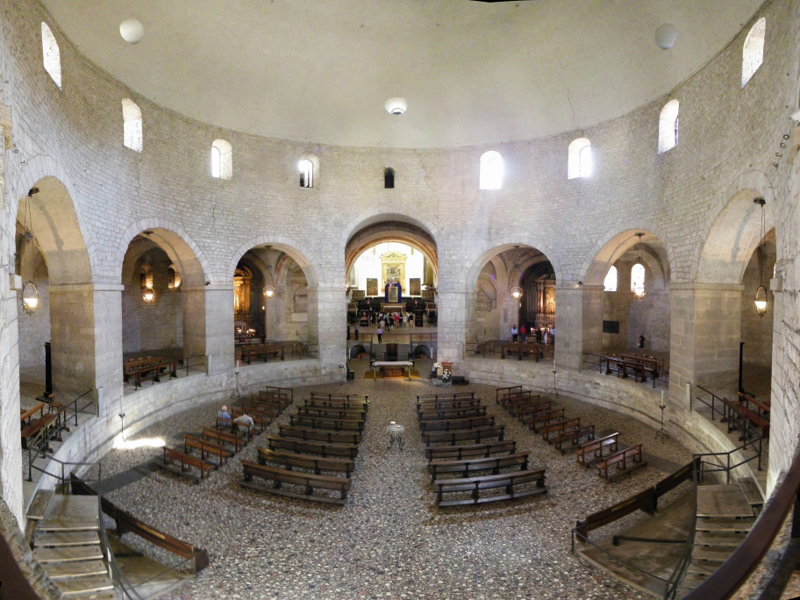
نمای داخلی کلیسای جامع برشیا

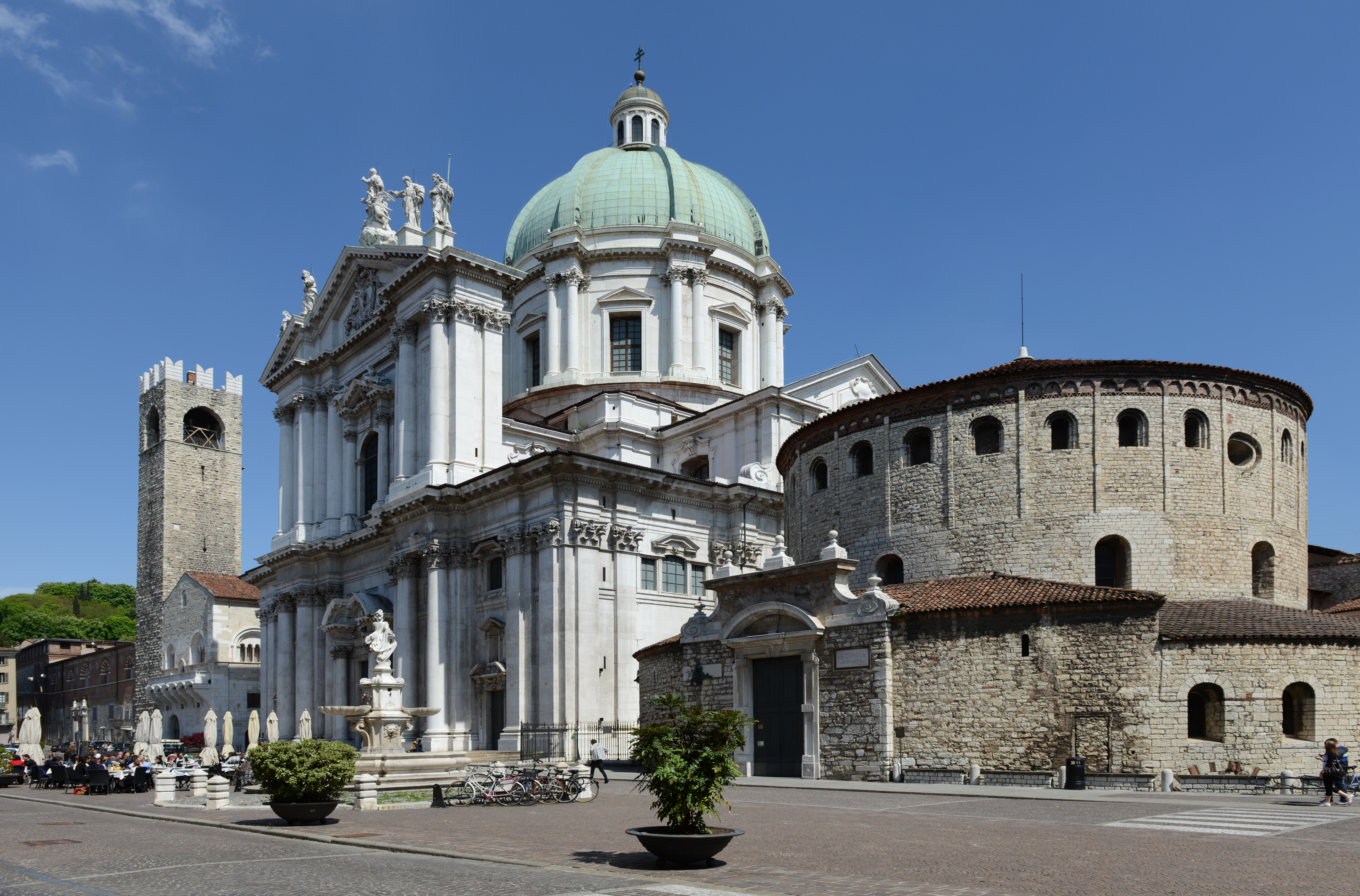
کلیساهای جامع جدید و قدیمی برشیا

کلیسای جامع قدیمی برشیا (که به دلیل چیدمان گرد آن "La Rotonda" نیز نامیده می‌شود) یک کلیسای کاتولیک روم در برشیا، ایتالیا است. کلیسای جامع رومانسک دایره ای شکل است و در کنار کلیسای جامع جدید برشیا قرار دارد. این کلیسا رسماً به عنوان کلیسای جامع مشترک زمستانی سانتا ماریا آسونتا شناخته می‌شود، در حالی که کلیسای جامع اصلی مجاور آن به عنوان کلیسای جامع تابستانی شناخته می‌شود.
این کلیسا یکی از مهمترین نمونه‌های کلیسای گرد رومانسک در ایتالیا محسوب می‌شود.
در مورد ساخت و ساز اولیه آن صحبت‌های مختلفی وجود دارد، بر اساس اسناد اولیه، کلیسای جامع در قرن یازدهم در محل یک کلیسای قدیمی و بر اساس طرح بازیلیکا ساخته شده‌است، که به شکل دایره ای است که بعد از شورای ترنت این سبک کمتر استفاده شده‌است.
در قرن نوزدهم بسیاری از موارد اضافه شده به ساختمان اصلی مربوط به قرون وسطی حذف شد. پورتال ورودی نیز بعداً اضافه شده‌است. این تغییرات به افتخار اسقف مبارک برشیان، از سردابه قرون وسطایی سن فیلاستریوس تشکیل شده‌است
در نزدیکی ورودی کلیسا، مقبره اسقف برناردو مگی (۱۳۰۸) ساخته شده از مرمر قرمز قرار دارد. کلیسای جامع قدیمی برشیا شامل عروج مریم (۱۵۲۶) و سنت لوک ، سنت مارک و الیاس خوابیده (۱۵۳۳–۳۴) توسط موریتو دا برشیا است. این شامل یک جمع‌آوری گزانگبین شده توسط جرولامو رومانینو و ترجمه ای از بدن مقدسین توسط فرانچسکو مافئی است.